# Eber Gölü
Der Eber Gölü (Eber-See) liegt im mittelanatolischen Bolvadin, einem Landkreis in der türkischen Provinz Afyonkarahisar. Er ist der zwölftgrößte See der Türkei. Seine tiefste Stelle wird mit 21 m angegeben. Der Süßwassersee hat eine Fläche von 125 km² und ist ein Sumpfgebiet. Das türkische Generaldirektorat für Kultur- und Naturschutz betrachtet den See als Naturschutzgebiet.

## Umgebung und Zuflüsse
Im Norden befinden sich die Bergkette der Emir Dağları und im Süden die Bergkette der Sultan Dağları. Der See hat sich in einer Caldera gebildet, die auf einer Höhe von 967 Metern liegt. Während der letzten Eiszeit (Pleistozän) war er ein sehr großes und tiefes Gewässer.
Der Eber-See wird von dem Bach Akarçay und vom Schmelzwasser aus den Sultan Dağları gespeist. Wegen der aufgrund der Schneeschmelze jahreszeitlich unterschiedlichen Zuflussmenge ändert sich im Laufe eines Jahres seine Fläche. Der niedrigste Stand war im Oktober 1991, wobei sich das Wasser auf 62 km² zurückzog. Der höchste Wasserstand wurde im Mai 1969 gemessen, wobei sich seine Fläche auf 164,5 km² ausdehnte.

## Ursprung des Namens
Das Nomadenvolk der Türkmenen nannte seine Unterkünfte „Eber“ (Nomadenzelte).

## Natur
Obwohl es sich um einen großen See handelt, erweckt er wegen der großen mit Schilfrohr bestandenen Flächen einen viel kleineren Eindruck, da der größte Teil des Sees wie eine Weide aussieht. Das Gewässer zieht Jäger an, die unter anderem Seevögel jagen.
Auf dem Wasser befinden sich hunderte von schwimmenden Inseln, die unter den Einheimischen als „Kopak“ bezeichnet werden. Die mit der Zeit immer dicker werdenden Wurzeln der Schilfrohre lösen sich vom Untergrund und steigen zur Wasseroberfläche auf. Nach einiger Zeit bildet sich Erde aus den Resten der Vegetation und herangewehtem Staub. Manche der schwimmenden Schilfinseln sind so groß, dass Fischer, Jäger und Schilfrohrernter kleinere Unterkünfte darauf errichten konnten. Die Bewohner einiger Dörfer in unmittelbarer Nähe des Sees betreiben auf dem fruchtbaren Boden Landwirtschaft. Mit dem geernteten Getreide und anderen Erzeugnissen verdienen sich so viele Anwohner ihren Lebensunterhalt.
In und um den See leben Seeschlangen, Süßwasserfische, Wasservögel, Schildkröten und einige andere Tierarten. Um den Bestand zu schützen, hat die Organisation für Kultur- und Natur in Konya den See am 22. Juni 1992 zum Naturschutzgebiet erklärt.

### Pflanzenwelt
Auf der Oberfläche befinden sich bis zu 5–6 m hohe Schilfrohre. An seinen Rändern wachsen Wasserpflanzen und einige andere Pflanzenarten, einige davon sind:
- Breitblättriger Rohrkolben (Typha latifolia)
- Schilfrohr (Phragmites australis)
- Ufer-Wolfstrapp (Lycopus europaeus)
- Wasserminze (Mentha aquatica)

### Fischarten
- Karpfen (Cyprinus carpio)
- Spiegelkarpfen (Cyprinus carpio morpha noblis)
- Hecht (Esox lucius)
- Gründling (Gobio gobio)

### Wandervögel
Viele Wandervögel kommen zum See, um hier auf den Kopaks ihre Brut abzulegen und zu überwintern.
- Zwergscharbe (Phalacrocorax)
- Löffler (Platalea leucoradia)
- Krauskopfpelikan (Pelecanus crispus)
- Rohrdommel (Botaurus stellaris)
- Reiher (Ardeidae)
- Rallenreiher (Ardeola ralloides)
- Purpurreiher (Ardea purpurea)
- Moorente (Aythya nyroca)
- Lachseeschwalbe (Sterna nilotica)
- Blässgans (Anser albifrons)
- Zwerggans (Anser erythropus)
- Blässhuhn (Fulica atra)
- Weißkopf-Ruderente (Oxyura leucocephala)
- Säbelschnäbler (Recurvirostridae)
- Sichler (Plegadis falcinellus)
- Sandregenpfeifer (Charadrius hiaticula)

## Wirtschaftliche Bedeutung
Eine ansässige Papierfabrik deckt ihren Bedarf an Stoffen, die für die Herstellung ihrer
Produkte notwendig ist, in den feuchtnassen Regionen des Eber- und des Karamık-Sees. In der Papierherstellung sind ungefähr eintausend Arbeiter beschäftigt.

## Gegenwärtiger Zustand
Früher bildeten der Eber- und der Akşehir Gölü einen einzigen großen See.
Nachdem die Quellen des Sees immer weniger ergiebig wurden, trennte sich der Akşehir-See vom Eber-See. Durch einen Kanal leitet der Eber-See Wasser in den Akşehir-See ab, sodass beide Seen noch miteinander verbunden sind.
Durch das zunehmend wärmere Klima und die Wasserentnahme aus den Zuflüssen schrumpft die Fläche des Sees stetig. Dies hat zur Folge, dass der Akşehir-See nicht mehr genügend mit Wasser gespeist wird, sodass er sich allmählich vom Eber-See zurückzieht. Die um den Eber-See errichteten Stauseen und die für die Bewässerung der Landwirtschaftsflächen eingesetzten Wasserpumpen haben dazu beigetragen, dass die ober- und unterirdischen Wasserquellen beinahe versiegt sind. Um der völligen Austrocknung der Quellen entgegenzuwirken, haben Ingenieure entsprechende Projekte eingeleitet.
Früher war der Eber-See wegen seiner unzähligen Wasserpflanzen ein Vogelparadies. Heute ist das Wasser jedoch derartig verschmutzt, dass sich kaum jemand am See aufhalten mag. Der Grund für die enorme Verschmutzung ist die Einleitung der Abwässer der Stadt Afyonkarahisar in den See. Zudem ergießen sich noch die Abwässer der umliegenden Fabriken in den See. Eine weitere Gefahr geht von angesammeltem Müll aus. Die Tiefe des Sees ist mittlerweile bis auf 1,70 m gesunken.